# Pierre Seyot
 (mars 2018).
Pierre Seyot, né le 3 mai 1876 à Chasné-sur-Illet (Ille-et-Vilaine) et mort le 20 juillet 1942 à Nancy, est un botaniste et mycologue français.

## Biographie
Pierre Seyot est le fils de François Seyot et Anne-Marie Aubrée. Il effectue ses études au collège de Vitré, puis à la Faculté des sciences de Rennes. D'abord préparateur de botanique à l'université de Rennes sous la direction de Lucien Daniel, il devient professeur à l'école de pharmacie de Rennes, puis professeur de botanique à la Faculté de pharmacie de Nancy. Il est pharmacien-major de 1re classe lors de la Première Guerre mondiale.

## Postérité
Il est chevalier de la Légion d'honneur, Croix de guerre de la première guerre mondiale, et Officier de l'Instruction publique. Il a fait partie du conseil municipal de Nancy.